# زيلة ربيع (كحلان عفار)

تعديل مصدري - تعديل

زيلة ربيع هي إحدى قرى عزلة بنى موهب بمديرية كحلان عفار التابعة لمحافظة حجة، بلغ تعداد سكانها 1092 نسمة حسب تعداد اليمن لعام 2004.